# Susana de Noronha
Susana de Noronha es una antropóloga portuguesa, doctora en sociología e investigadora del Centro de Estudios Sociales (CES) de la Universidad de Coímbra . Además de su investigación, trabaja como profesora asistente invitada en el Departamento de Sociología del Instituto de Ciencias Sociales (ICS) de la Universidad de Minho.
Es miembro fundador de AIDA - Social Sciences Research Network on Artificial Intelligence, Data, and Algorithms. Además, ocupa el cargo de embajadora portuguesa de la The Association for the Study of Death and Society, con sede en el Reino Unido. Anteriormente ocupó el cargo de coordinadora del Centro de Estudios sobre Ciencia, Economía y Sociedad (NECES-CES) y fue miembro del Comité Permanente del Consejo Científico del CES (de 2020 a enero de 2022).
Concentrándose en la encrucijada de los estudios de arte, ciencia y tecnología, ha estado explorando la antropología médica y la antropología del arte y la cultura material. Su trabajo, de carácter cualitativo e interdisciplinario, se centra en experiencias, narrativas y tecnologías relacionadas con la salud y la enfermedad, junto con otros aspectos materiales. Actualmente, le intrigan las colaboraciones entre la ciencia, el arte y las comunidades, investigando el impacto de la inteligencia artificial en las narrativas que construimos y las realidades que damos forma. Además de sus actividades académicas, también es ilustradora, práctica que influye en su trabajo académico. Además, es poeta y letrista, con obra publicada en tres álbumes, un EP y cuatro recopilatorios de música portuguesa.

## Contribuciones e investigaciones
Autora de tres monografías de investigación, capítulos de libros y artículos científicos, explorando representaciones de enfermedades, tecnologías y materialidades biomédicas en las artes visuales, fue pionera en el estudio del arte y la cultura material de las enfermedades oncológicas en Portugal, su campo de trabajo desde 2005. Reconocida por sus decenas de ilustraciones científicas publicadas, es la responsable de introducir una nueva metodología llamada dibujo etnográfico creativo, revitalizando esta práctica mediante el uso de la metáfora y la imaginación, ampliando las formas de producción dentro de las ciencias sociales. Su trabajo ya le ha valido varias invitaciones a universidades y apariciones en medios nacionales.

### Trabajo publicado

#### A Tinta, a Mariposa ea Metástase: a Arte como Experiência, Conhecimento e Ação sobre o Cancro de Mama
En su primer trabajo, publicado en 2009, la investigadora analiza y comenta 24 proyectos artísticos producidos por mujeres, todos ellos relacionados con la experiencia femenina del cáncer de mama. El autor aborda el arte como parte integral de la experiencia vivida de la enfermedad, explorando cómo moldea la forma en que se experimenta, comprende y enfrenta el cáncer. Desde el diagnóstico hasta las experiencias quirúrgicas, Noronha retrata cómo las mujeres que enfrentan el cáncer utilizan el arte como herramienta de expresión. A través de una variedad de formas artísticas, incluyendo fotografía, pintura, dibujo, escultura y collage, el autor demuestra cómo el arte puede ser una forma de conocimiento e intervención, tanto individual como colectiva. Al combinar conocimientos empíricos, biomédicos y sociales, los artistas redefinen la experiencia del cáncer como una realidad socialmente construida, más allá de la perspectiva médica tradicional.

#### Objetos Feitos de Cancro - Mujeres, Cultura Material e Doença nas Estórias da Arte
En su segundo trabajo, publicado en 2015, la autora investigó la cultura material de la enfermedad oncológica, examinando las materialidades presentes en proyectos artísticos creados por o con mujeres que han vivido el cáncer. El autor explora cómo los objetos hospitalarios, domésticos y personales se entrelazan con las diferentes etapas de la enfermedad, desde el diagnóstico hasta la muerte. Al considerar una amplia gama de formas artísticas, incluida la fotografía, la pintura, el dibujo, el collage, el modelado, la escultura y la costura, Noronha ilustra cómo la enfermedad se manifiesta como una experiencia modular, mientras que los objetos existen y actúan como realidades integrables dentro de ese contexto. Este enfoque teórico y metodológico continúa representando la intersección entre arte, enfermedad y cultura material.

#### Cancro Sobre Papel: estórias de oito mulheres portuguesas entre palavra falada, arte e ciência escrita
En la pieza final de su trilogía, publicada en 2019, Susana de Noronha reúne experiencias e historias de ocho mujeres portuguesas con cáncer, utilizando un enfoque cualitativo, intersubjetivo y transdisciplinario. Integrando el conocimiento del cuerpo, la palabra hablada, la escritura creativa, la fotografía, el dibujo y la pintura, este proyecto busca una comprensión ontológica, epistemológica y performativa del arte como parte integral de la experiencia del cáncer. La investigadora reflexiona sobre los elementos que dan forma a las experiencias de las mujeres, combinando texto e imagen para crear una ciencia social ilustrada que realza el impacto y los resultados públicos de la investigación.

## Carrera artística
El recorrido artístico de Susana de Noronha comenzó en la infancia, donde dibujar personas, objetos y acontecimientos se convirtió en parte integral de su vida. A lo largo de su adolescencia, como estudiante de arte y diseño, sus cuadernos de bocetos estaban llenos de intrincadas representaciones de ojos, rostros, manos y árboles, cada uno de los cuales servían como temas centrales que reflejaban la evolución de su estilo artístico. El dibujo se convirtió esencialmente en un aspecto definitorio de su identidad y potencial. En la transición a su carrera como antropóloga, Susana de Noronha integró sus habilidades creativas en sus actividades académicas, remodelando las nociones tradicionales de las ciencias sociales, la ilustración científica y el dibujo etnográfico. Lejos de ser sólo un complemento a su actividad profesional, el arte constituyó la base de su metodología de investigación. Aunque puede que no se identifique como artista en el sentido tradicional, se ve a sí misma como una científica social que utiliza el arte como un medio para comprender e interactuar con sus temas de estudio. En su trabajo académico, Susana de Noronha ha producido una diversa variedad de ilustraciones, cada una imbuida de metáfora e imaginación, enriqueciendo el discurso dentro de su campo. Estas ilustraciones sirven como narrativas visuales, complementando y mejorando el contenido escrito de ensayos, artículos y capítulos de libros. En su carrera artística también ha producido poemas y letras, escribiendo diversas canciones para los proyectos At Freddy's House y Pyroscaphe.